# Nipson anomemata me monan opsin
Nipson anomemata me monan opsin ou, dans la version d'origine, Νίψον ἀνομήματα, μὴ μόναν ὄψιν est un palindrome inscrit en grec ancien au-dessus d'une fontaine d'eau bénite, ou baptistère, à l'extérieur de l'église Sainte-Sophie à Constantinople.
La phrase signifie « Lave mes péchés et pas seulement mon visage » et est attribuée à Grégoire de Nazianze, théologien et docteur de l'Église du IVe siècle.
Cette phrase est fréquemment inscrite sur les monastères ou les églises. Elle est également inscrite sur des fontaines de l'actuelle Turquie. 

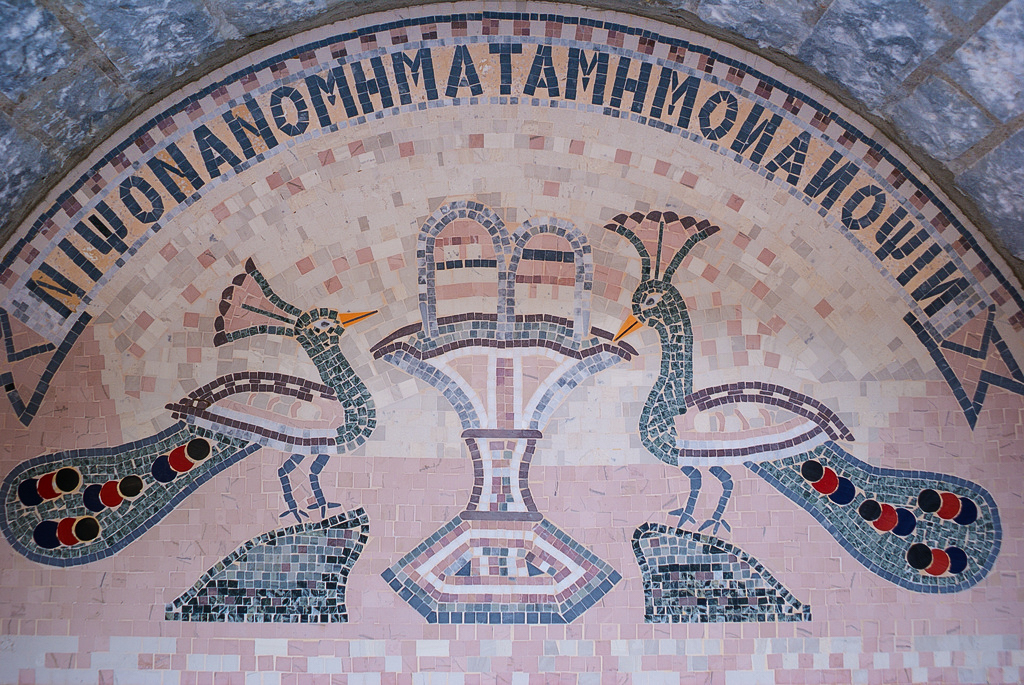
Palindrome ambigramme ΝΙΨΟΝ ΑΝΟΜΗΜΑΤΑ ΜΗ ΜΟΝΑΝ ΟΨΙΝ (Nipson anomemata me monan opsin, Lave mes péchés, pas seulement mon visage) inscrit en grec ancien au-dessus d'une fontaine d'eau bénite, au monastère de Panayia Malevi.

## Reprise de la phrase

### En Turquie
- Au-dessus de la fontaine à dévotion (en grec ancien : ἁγίασμα, hagíasma (« source sacrée ») de l'Église Sainte-Marie-des-Blachernes à Istanbul ;

### En France
- À l'abbaye Saint-Mesmin de Micy ;
- À l'église Saint-Martin-des-Champs de Paris ;
- À l'église Saint-Pierre-de-Chaillot ;
- Dans la basilique Notre-Dame-des-Victoires de Paris ;
- À l'église Saint-Vincent-de-Paul de Paris.
- À l'église Saint-Hilaire de Mèze.

### Au Royaume-Uni
- Dans l'abbaye de Tewkesbury (Gloucestershire) ;
- Dans l'église St Ethelburga-the-Virgin within Bishopsgate ;
- Sur les fonts baptismaux de St. Mary's Church à Nottingham.

### À La Barbade
- Sur les fonts baptismaux de la cathédrale Saint-Michel-et-Tous-les-Anges de Bridgetown.

### En Grèce
- Dans le monastère des Vlatades.